# Bunq
bunq B.V. (comunemente chiamato bunq o bunq — bank of The Free) è un'azienda fintech con una licenza di operatore bancario europea. Offre servizi bancari sia ai residenti che alle imprese dei paesi europei attraverso un modello di abbonamento al servizio.  L'azienda è stata fondata nel 2012 dall'imprenditore olandese-canadese Ali Niknam, che aveva precedentemente fondato il web hosting provider TransIP e The Datacenter Group.
bunq ha sede ad Amsterdam, dove è stata fondata.
A partire dal 2019 ha inaugurato altri uffici e attualmente è presente ad Amsterdam, Rotterdam, Dublino, Sofia, Madrid, Bruxelles, Vienna e Varsavia. L'azienda ha ottenuto lo status di unicorno nel 2021.
Alla data di gennaio 2022, bunq impiega 247 dipendenti.

## Gli inizi (2012-2015)
Buona parte della storia su come bunq è nata è documentata nel libro BreakThrough Banking scritto dall'autrice olandese Siebe Huizinga.
Secondo BreakThrough Banking, molti dei primi sforzi di bunq furono rivolti ad ottenere una licenza di operatore bancario europea dalla ‘De Nederlandsche Bank‘, la banca centrale dei Paesi Bassi.  Nel 2014, bunq ha ricevuto una licenza di operatore bancario dalla banca centrale olandese, dopodiché l'azienda ha lanciato la propria app bunq per smartphone ed è diventata la prima banca olandese completamente operante su mobile.
Il libro Breakthrough Banking descrive inoltre come il passato di Niknam come programmatore informatico abbia avuto un ruolo importante nello sviluppo di bunq.
La maggior parte delle persone che Huizinga menziona come primi collaboratori dell'azienda erano sviluppatori o provenivano dal mondo dell'IT. In diverse interviste Niknam ha dichiarato che “bunq è l'unica banca costruita da programmatori”. Ciò sembra aver avuto un impatto su come l’opinione pubblica ha accolto inizialmente bunq, che è stata spesso definita “un'azienda IT con una licenza di operatore bancario”.
Al momento del lancio nel 2015, bunq è stato definita la “WhatsApp for Banking” dal giornale olandese NRC, sottolineando ulteriormente il suo modello bancario incentrato sul prodotto e sulla tecnologia come alternativa alle banche tradizionali.

## Espansione internazionale (2015-oggi)
Sebbene inizialmente si rivolgesse al mercato olandese, bunq ha ampliato la propria operatività in tutta Europa negli anni successivi al suo lancio: offre servizi di mobile banking in Olanda, Belgio, Francia, Germania, Irlanda, Italia, Portogallo e Spagna. Dal 2019, i servizi finanziari di bunq sono disponibili in tutto il mondo per i residenti di 30 paesi europei.
Agli inizi del 2020, bunq ha iniziato a offrire più valute e IBAN internazionali inclusi in un'unica sottoscrizione del servizio, indipendentemente dalla localizzazione geografica o dalla residenza del titolare del conto. Il fatto di offrire conti con IBAN da diversi paesi su un singolo conto del cliente è riconosciuto come una soluzione alla discriminazione IBAN, che, sebbene illegale, è ancora attuata da molte banche tradizionali e aziende. bunq è stato un chiaro oppositore di questa pratica e il fatto di offrire IBAN e valute transfrontalieri è un'altra caratteristica che viene comunemente attribuita all'approccio di bunq ai servizi finanziari, incentrato sulla tecnologia.
Nell'ottobre del 2022 Bunq ha ottenuto una storica vittoria in una sentenza contro la Banca Centrale Olandese, portando in tribunale la DNB (De Nederlandsche Bank) per le sue politiche antiriciclaggio. Il tribunale ha deciso a favore di Bunq che ha utilizzato un sistema di apprendimento basato sull'intelligenza artificiale, piuttosto che un sistema basato su regole imposto da DNB. La sentenza ha permesso anche ad altre banche di modernizzare le proprie strategie di antiriciclaggio.

## Prodotto
Al momento del lancio pubblico nel 2015, bunq offriva conti bancari personali. I conti bancari aziendali sono stati aggiunti nel 2016. Tutti i servizi vengono offerti digitalmente e comprendono: gestione del denaro su conti IBAN, trasferimento di denaro a livello internazionale, invio di richieste di pagamento e pagamenti mobili. Gli abbonamenti bunq includono anche le carte di debito Maestro, Mastercard e carte di credito Mastercard.
Inoltre, bunq offre un un'API pubblica, indicata come una mossa d’anticipo sulla direttiva europea PSD2.
L’API consente gli sviluppatori di software di accedere ai propri conti bancari direttamente a livello di codice e di sviluppare delle proprie app, cosa che bunq stesso facilita sulla sua pagina per sviluppatori e sul suo marketplace API.
Alcune delle estensioni di prodotto lanciate da bunq Updates includono Apple Pay, Google Pay, Freedom of Choice (che consente ai titolari dei conti di decidere se e come far investire a bunq i propri depositi), Green Card (una carta di credito che compensa le emissioni di CO2) e pagamenti istantanei in tutta Europa aderendo alla rete TARGET Instant Payment Settlement (TIPS) sviluppata dalla Banca Centrale Europea.
Alla fine del 2021, bunq è diventata la prima banca digitale ad offrire mutui.
Dato che dispone di una licenza di operatore bancario, i titolari di conti bunq rientrano nel Fondo di garanzia dei depositi della Banca centrale europea.

## Prestazioni e impatto
A differenza di altre neobanche europee, bunq deve ancora rivelare pubblicamente quante persone hanno aperto un conto con l'azienda. Nella sua app mette a disposizione un aggiornamento in tempo reale dell'importo totale dei depositi degli utenti. Nel 2021 questo valore ha superato 1 miliardo di euro.
Fino al 2021, il fondatore Ali Niknam è stato l'unico sponsor di bunq, avendo investito più di 120 milioni di euro dei propri fondi nell’azienda.
Nel 2021 bunq ha ottenuto un primo giro di investimenti esterni da Pollen Street Capital, proprietario di Capitalflow. In questo modo, si è assicurata il più grande round di Serie A per una società fintech europea fino ad oggi, portando la sua valutazione a 1,6 miliardi di euro e garantendosi lo status di unicorno.
bunq è spesso considerata una banca sfidante o disturbatrice.
Secondo la Banca centrale olandese, bunq è una delle fintech che ha "reso il mercato più competitivo e innovativo".